# New York Mills
New York Mills – wieś w Stanach Zjednoczonych, w stanie Nowy Jork, w hrabstwie Oneida.